# Adolfo Best Maugard

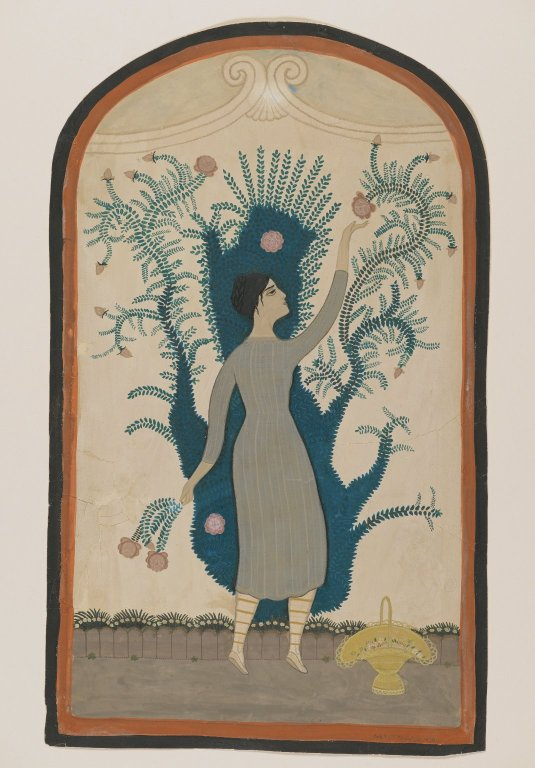
Gemälde "Standing Woman Reaching for a Flower" von Adolfo Best Maugard (Brooklyn Museum)

Adolfo Best Maugard, bekannt auch unter Fito Best (* 11. Juni 1891 in Mexiko-Stadt; † 25. August 1964 in Athen), war ein mexikanischer Künstler und Filmregisseur.

## Biografie
In jungen Jahren fertigte er für Franz Boas detaillierte Illustrationen zu prähispanischen Ausgrabungsfunden aus dem Tal von Mexiko. Seine künstlerischen Studien absolvierte er in Europa, wo er auf Diego Rivera stieß, der ihn 1913 porträtierte. Das Ölgemälde befindet sich heute im Museo Nacional de Arte.
1914 kehrte er nach Mexiko zurück und betätigte sich an den aufkommenden Freiluftmalschulen. Er setzte sich mit der mexikanischen Volkskunst auseinander und ließ neue Elemente einfließen, indem er in seinen Bildern moderne und rationale Stilelemente verband. Seine Bilder sind oftmals figurative Karikaturen.
Mitte 1919 ging er zu Studienzwecken in die Vereinigten Staaten, Ende 1920 kehrte er wieder zurück. Von 1921 bis 1924 war er Leiter der Abteilung für Kunsterziehung unter der Leitung von José Vasconcelos, der zu dieser Zeit Secretario de Educación Pública war. Seine Zeichenmethode, auch bekannt als „Best-Methode“, nahm 1922 Einzug in die Kunsterziehung an allen mexikanischen Schulen. In dieser Zeit verfasste er auch mehrere kunsthistorische Bücher.
Sein 1923 herausgegebenes Werk „Manuales y Tratados: Metodo de dibujo: tradition, resurgimiento y evolucion del arte mexicano“ wurde an über 200.000 Schüler verteilt. 1931 wurde er bei Sergei Michailowitsch Eisensteins Verfilmung des unvollendeten Films „¡Qué viva México!“ von der mexikanischen Regierung mit der Assistenzregie beauftragt, wodurch er auch Einfluss auf die russische Filmkunst nahm.
1932 wurde er Mitglied des Rates für Schöne Künste (Consejo de Bellas Artes) und des Rates für Kulturelle Angelegenheiten (Consejo de Asuntos Culturales) im Distrito Federal de México. Zudem wurde er Mitglied der Gesellschaft für Geografie und Statistik (Sociedad de Geografía y Estadística) und in der Mexikanischen Vereinigung der Filmregisseure. 1933 war er Repräsentant der Abteilung für Schöne Künste im Rat für Grundschulerziehung und von 1932 bis 1935 in der Marketingabteilung der Lotería Nacional para la Beneficencia Pública.
1933 führte er Regie bei der Verfilmung des Streifens „Humanidad“ (span. für „Menschlichkeit“) und 1937 bei seinem zu Texten von Miguel Ruiz selbstgeschriebenen Drehbuch des Films La mancha de sangre („Der Blutfleck“), der im Juni 1943 uraufgeführt wurde. Er war eng befreundet mit Rosa und Miguel Covarrubias und hatte Verbindungen zu Schriftsteller- und Künstlergruppen in den Vereinigten Staaten.